# Khỉ rú Trung Mỹ
Khỉ rú trung Mỹ, danh pháp hai phần là Alouatta pigra, là một loài động vật có vú trong họ Atelidae, bộ Linh trưởng. Loài này được Lawrence mô tả năm 1933.

## Hình ảnh

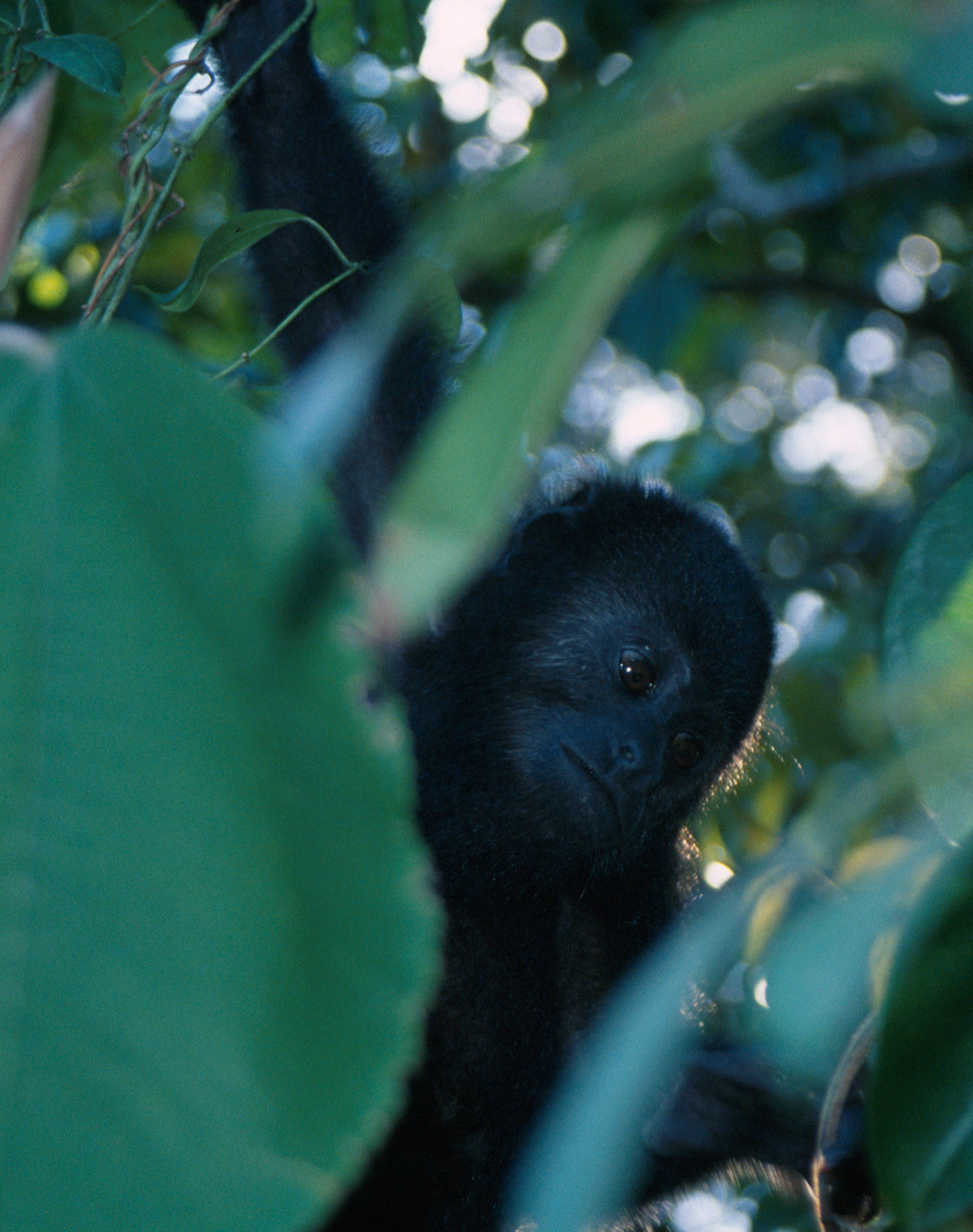
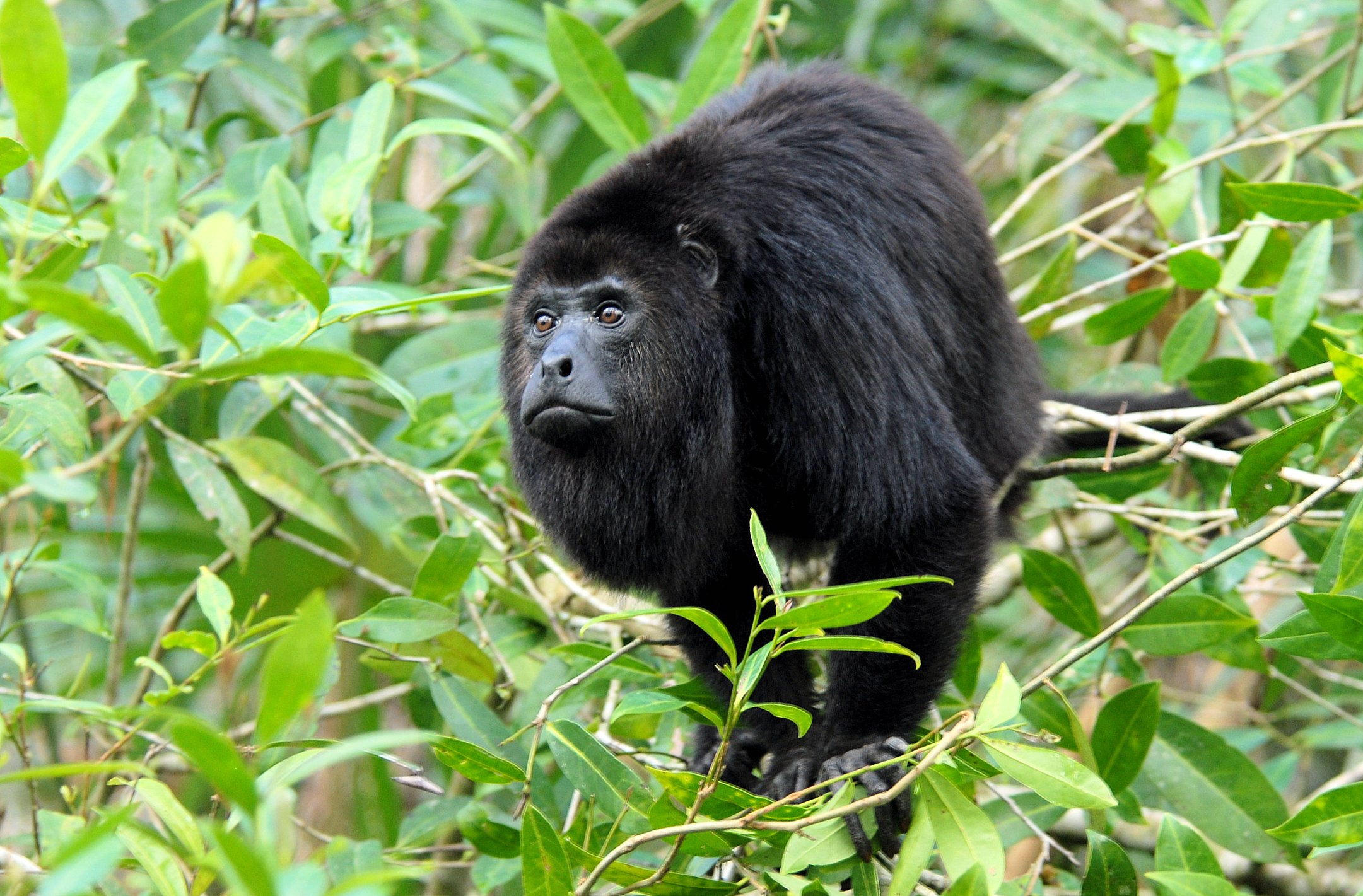
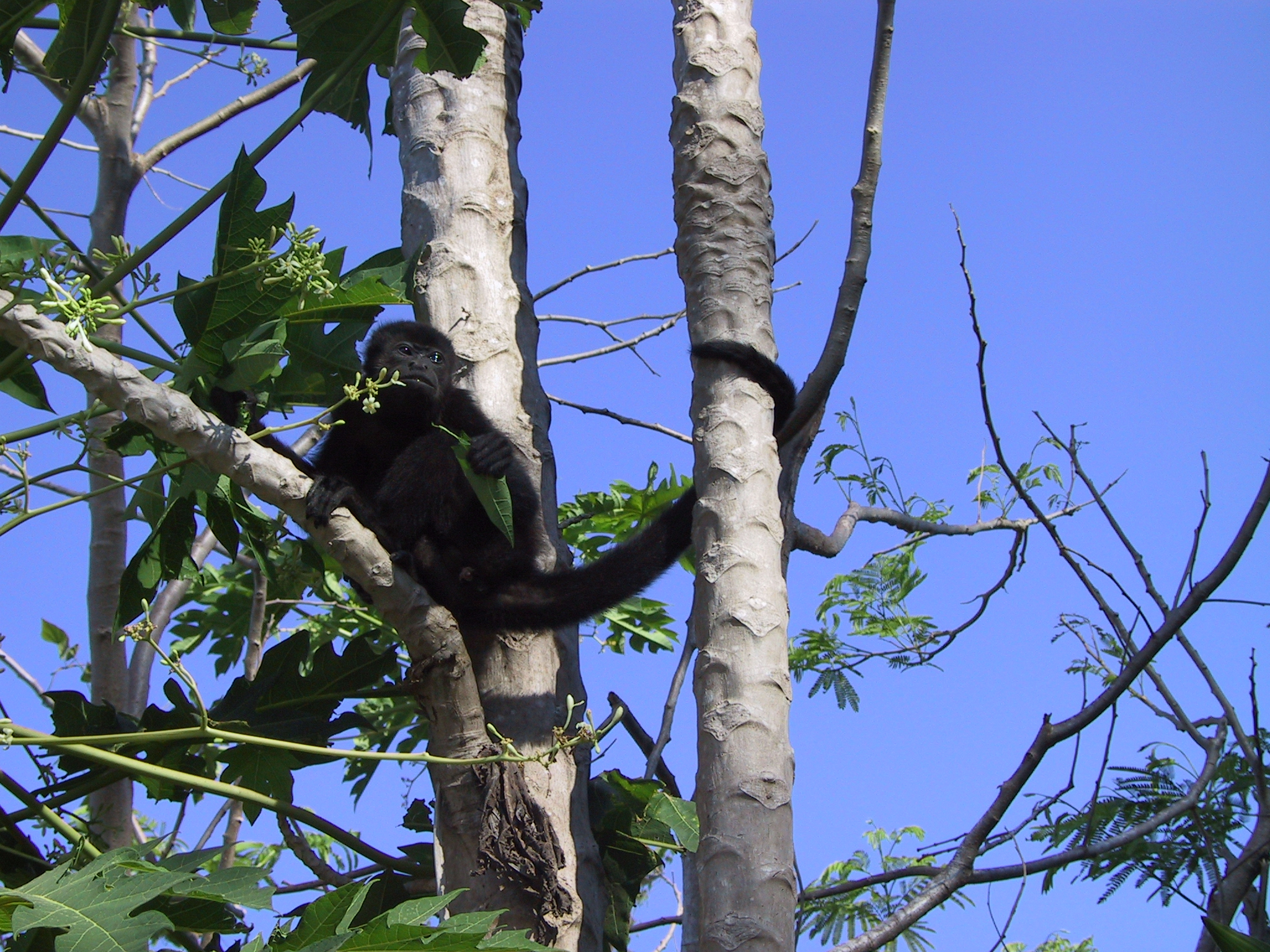
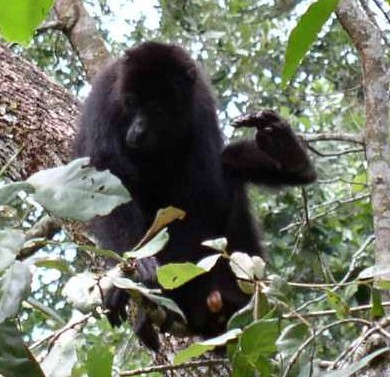
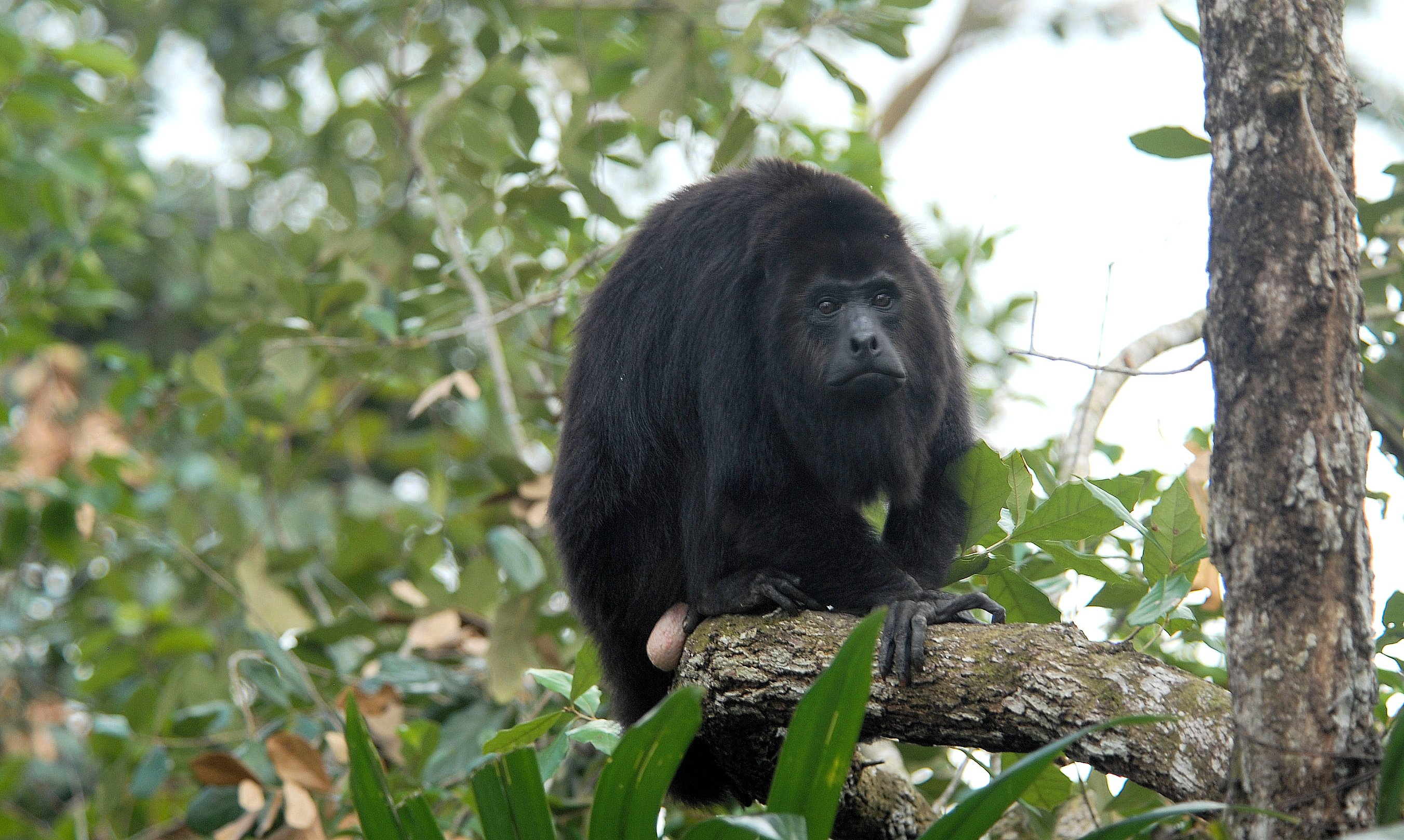
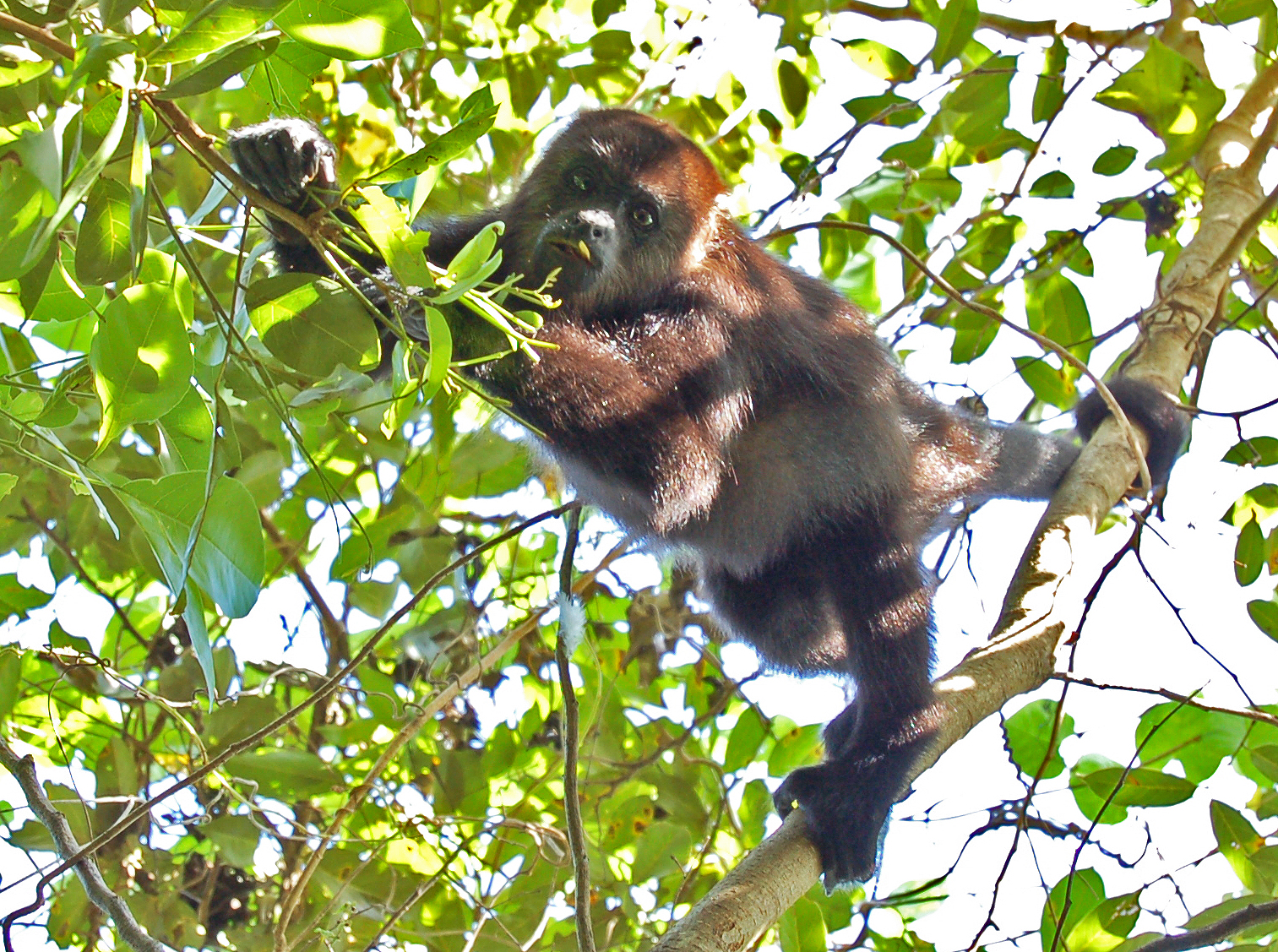